# Lino Ventura
Lino Ventura (născut Angiolino Giuseppe Pasquale Ventura), (n. 14 iulie 1919, Parma, Italia – d. 22 octombrie 1987, Saint-Cloud, Île-de-France, Franța) a fost un actor italian de film, care și-a petrecut cea mai mare parte din cariera cinematografică în Franța.

## Biografie
Angiolino Giuseppe Pasquale Ventura, cunoscut sub numele de Lino Ventura, s-a născut la 14 iulie 1919, în Parma, Italia, fiind fiul lui Giovanni Ventura și al Luisei Borrini. După dispariția tatălui său, când avea doar opt ani, și în contextul regimului fascist, familia s-a mutat la Paris. Ventura a abandonat școala devreme și a muncit ca mecanic și curier pentru a-și susține familia.
În 1942 s-a căsătorit cu Odette Lecomte, prietena sa din copilărie, alături de care a avut patru copii: Mylène (1946–1998), Laurent (n. 1950), Linda (n. 1958, cu dizabilități) și Clelia (n. 1961).

Pasionat de sport, a devenit campion european la lupte greco-romane în 1950, dar o dublă fractură deschisă la piciorul drept i-a încheiat prematur cariera sportivă.

## Activitatea profesională
În 1954, o cunoștință l-a recomandat regizorului Jacques Becker, care căuta un actor cu alură de gangster pentru filmul Touchez pas au grisbi, alături de Jean Gabin. Deși a refuzat inițial rolul, Ventura l-a acceptat în cele din urmă, impresionând prin naturalețea interpretării, în ciuda lipsei de experiență. Jean Gabin i-a devenit un colaborator constant și un apropiat în viața personală.
După debutul ca Angelo, Ventura a atras atenția în roluri de dur, în special în filme cu tematică gangsterescă. A urmat Razzia sur la chnouf (1955), din nou alături de Gabin, apoi La Loi des rues (1956) cu Jean-Louis Trintignant și Louis de Funès, și Crime et Châtiment (1956).
A trecut rapid de la roluri secundare la statutul de protagonist, consacrându-se cu Le Gorille vous salue bien (1958), în regia lui Bernard Borderie. În 1960, a jucat alături de Jean-Paul Belmondo în Classe tous risques, devenind un nume de referință al cinematografiei franceze, fie în drame polițiste, fie în comedii. Printre rolurile sale memorabile se numără Fernand Naudin din Les Tontons Flingueurs (1963) și Francis Lagneau din Les Barbouzes (1964), două comedii clasice.
În 1966, alături de soția sa Odette, a înființat asociația caritabilă Perce-Neige, la Saint-Cloud, dedicată copiilor cu dizabilități, în special fiicei lor Linda. În 1975, asociația a contribuit la adoptarea Legii 75-535, privind sprijinirea persoanelor cu handicap, iar în 1976 a fost recunoscută ca organizație de utilitate publică.
În 1968, a jucat alături de Jean Gabin și Alain Delon în Clanul Sicilienilor, regizat de Henri Verneuil. În 1972, a interpretat rolul lui Vito Genovese în Cosa Nostra, de Terence Young, film ce i-a adus recunoaștere internațională.
Pentru interpretarea din La bonne année (1973), regia Claude Lelouch, a fost recompensat cu Premiul Festivalului de la San Sebastian, Premiul David di Donatello (1974) și Premiul Sant Jordi.
În 1977, Ventura a prezidat cea de-a doua ediție a Premiilor César, la scurt timp după moartea prietenului său Jean Gabin.
În anii ’80, a redus ritmul filmărilor, dar a avut apariții remarcabile în Les Séducteurs (1980), Garde à vue (1981) și Espion, lève-toi (1981). Unul dintre cele mai apreciate roluri ale sale rămâne cel al lui Jean Valjean în Les Misérables (1982), regizat de Robert Hossein, pentru care a primit un premiu César.

## Filmografie selectivă
- 1954 Nu v-atingeți de biștari (Touchez pas au grisbi), regia Jacques Becker
- 1957 Trei zile de trăit (Trois jours à vivre), regia Gilles Grangier
- 1957 Oprirea obligatorie (Le rouge est mis), regia Gilles Grangier
- 1958 Ascensor pentru eșafod (Ascenseur pour l'échafaud), regia Louis Malle
- 1958 Doamnele preferă mambo (Ces dames préfèrent le mambo), regia Bernard Borderie
- 1958 Montparnasse 19, regia Jacques Becker
- 1959 Misterul celor trei continente (Herrin der Welt), regia William Dieterle
- 1959 Strada Montmartre, nr. 125 (125, rue Montmartre), de Gilles Grangier
- 1959 Un martor în oraș (Un Témoin dans la ville), regia Édouard Molinaro

- 1960 Un taxi pentru Tobruk (Un taxi pour Tobrouk), regia Denys de La Patellière
- 1960 Sfidând toate riscurile (Classe Tous Risques), regia Claude Sautet
- 1961 Judecata de apoi (Le Jugement dernier), regia Vittorio De Sica
- 1962 Dracul și cele 10 porunci  (Le diable et les dix commandements), regia Julien Duvivier
- 1962 Vaporul lui Emil (Le bateau d'Émile), regia Denys de La Patellière
- 1963 Babacii trec la fapte (Les Tontons flingueurs), regia Georges Lautner
- 1963 O sută de mii de dolari la soare (Cent mille dollars au soleil), regia Henri Verneuil
- 1964 Baladă pentru un bandit (Llanto por un bandito), de Carlos Saura
- 1963 Opera de trei parale (Die Dreigroschenoper), regia Wolfgang Staudte
- 1964 Monoclul râde galben (Le Monocle rit jaune), de Georges Lautner
- 1965 Arma la stânga (L'Arme à gauche), de Claude Sautet
- 1966 Ultima suflare (Le Deuxième Souffle), de Jean-Pierre Melville
- 1966 În pielea altuia (Avec la peau des autres), regia Jacques Deray
- 1966 Să nu ne enervăm (Ne nous fâchons pas), regia Georges Lautner
- 1967 Aventurierii (Les aventuriers), regia Robert Enrico
- 1968 Hrăpărețul (Le Rapace), regia José Giovanni
- 1969 Armata umbrelor (L'Armée des ombres), regia Jean-Pierre Melville
- 1969 Clanul sicilienilor (Le clan des siciliens), regia Henri Verneuil

- 1970 Ultimul domiciliu cunoscut  (Dernier domicile connu), regia José Giovanni
- 1971 Bulevardul romului (Boulevard du rhum), regia Robert Enrico
- 1972 Aventura este aventură (L'aventure c'est l'aventure), regia Claude Lelouch
- 1972 Cosa Nostra, regia Terence Young
- 1972 Prețul tăcerii (Le Silencieux), regia Claude Pinoteau
- 1973 Un an norocos (La Bonne Année), de Claude Lelouch
- 1973 Le Far West, de Jacques Brel
- 1973 Beleaua / Pisălogul (L'Emmerdeur), regia Édouard Molinaro
- 1974 Palma (La Gifle), de Claude Pinoteau
- 1974 Durii (Uomini duri), regia Duccio Tessari
- 1975 Adio detectivule (Adieu poulet), regia Pierre Granier-Deferre
- 1975 Cușca (La Cage), regia Pierre Granier-Deferre
- 1976 Cadavre de lux (Cadaveri eccellenti), regia Francesco Rosi
- 1978 Atingerea meduzei (The Medusa Touch), regia Jack Gold
- 1978 Un fluture pe umăr (Un papillon sur l'épaule), regia Jacques Deray
- 1979 Deznodământ la frontieră (L'homme en colère), regia Claude Pinoteau

- 1981 Arest preventiv (Garde à vue), regia Claude Miller
- 1981 Spion, ridică-te în picioare! (Espion, lève-toi), regia Yves Boisset
- 1982 Mizerabilii (Les Misérables), regia Robert Hossein
- 1983 Fără scrupule (Le Ruffian), de José Giovanni : Aldo Sévenac
- 1983 O sută de zile la Palermo (Cento Giorni a Palermo), regia Giuseppe Ferrara
- 1984 A șaptea țintă (La Septième Cible), regia Claude Pinoteau